# Phylloxeroxenus poroensis
Phylloxeroxenus poroensis är en stekelart som beskrevs av Durgadas Mukerjee 1981. Phylloxeroxenus poroensis ingår i släktet Phylloxeroxenus och familjen kragglanssteklar. Inga underarter finns listade i Catalogue of Life.